# Carvalhal de Vermilhas
Carvalhal de Vermilhas és una antiga freguesia portuguesa del municipi de Vouzela, amb 8,10 km² d'àrea i 215 habitants (2011). La densitat de població n'és de 26,5 hab/km².
A partir del 29 de setembre de 2014, Carvalhal de Vermilhas fou integrat en la Unió de Freguesies de Cambra i Carvalhal de Vermilhas.
És a la serra del Caramulo i la delimiten les freguesies de Cambra, al nord, Fornelo do Monte, a l'est, Alcofra, a ponent, i Silvares al sud, totes pertanyents al municipi de Vouzela, tret de la darrera, del municipi de Tondela.
És un llogaret típic de la serra, a prop de 10 km de la seu del municipi, i que ocupa 8 km² al districte de Viseu.
El topònim Carvalhal correspon a la clapa immensa de carvalhos que cobria la freguesia, a prop de 850 m d'altitud. I Vermilhas estaria associat a l'altitud referida, ja que es poden veure milles al seu voltant.
El poblament en comença en el Neolític, com comprova Lapa de Meruge, traduint l'organització social d'aquest poble i les seues formes de soterrament. També hi foren els romans, entre aquesta freguesia i la de Fornelo do Monte: n'hi ha dues inscripcions ací i d'altres a Corgas Roçadas.

## Població
| Població de la freguesia de Carvalhal de Vermilhas | Població de la freguesia de Carvalhal de Vermilhas | Població de la freguesia de Carvalhal de Vermilhas | Població de la freguesia de Carvalhal de Vermilhas | Població de la freguesia de Carvalhal de Vermilhas | Població de la freguesia de Carvalhal de Vermilhas | Població de la freguesia de Carvalhal de Vermilhas | Població de la freguesia de Carvalhal de Vermilhas | Població de la freguesia de Carvalhal de Vermilhas | Població de la freguesia de Carvalhal de Vermilhas | Població de la freguesia de Carvalhal de Vermilhas | Població de la freguesia de Carvalhal de Vermilhas | Població de la freguesia de Carvalhal de Vermilhas | Població de la freguesia de Carvalhal de Vermilhas | Població de la freguesia de Carvalhal de Vermilhas |
| -------------------------------------------------- | -------------------------------------------------- | -------------------------------------------------- | -------------------------------------------------- | -------------------------------------------------- | -------------------------------------------------- | -------------------------------------------------- | -------------------------------------------------- | -------------------------------------------------- | -------------------------------------------------- | -------------------------------------------------- | -------------------------------------------------- | -------------------------------------------------- | -------------------------------------------------- | -------------------------------------------------- |
| 1864                                               | 1878                                               | 1890                                               | 1900                                               | 1911                                               | 1920                                               | 1930                                               | 1940                                               | 1950                                               | 1960                                               | 1970                                               | 1981                                               | 1991                                               | 2001                                               | 2011                                               |
| 569                                                | 641                                                | 619                                                | 631                                                | 648                                                | 604                                                | 615                                                | 624                                                | 574                                                | 522                                                | 406                                                | 309                                                | 277                                                | 229                                                | 215                                                |

L'any 1864 pertanyia al municipi d'Olivera de Frades, i passà a pertànyer-ne a l'actual per decret de 2 de novembre de 1871.

## Patrimoni cultural
- Festa de São Simão, el 28 d'octubre
- Festa de Nossa Senhora de Fàtima, el 18 d'agost

En aquesta freguesia es produeix llenç per a vestuari, des de la sementera a la producció artesana amb costura manual.
El folclore regional, entremez i la tradició festiva en les malhadas caracteritzen aquesta localitat.

## Patrimoni històric
- Església de Sâo Simão (matricial)

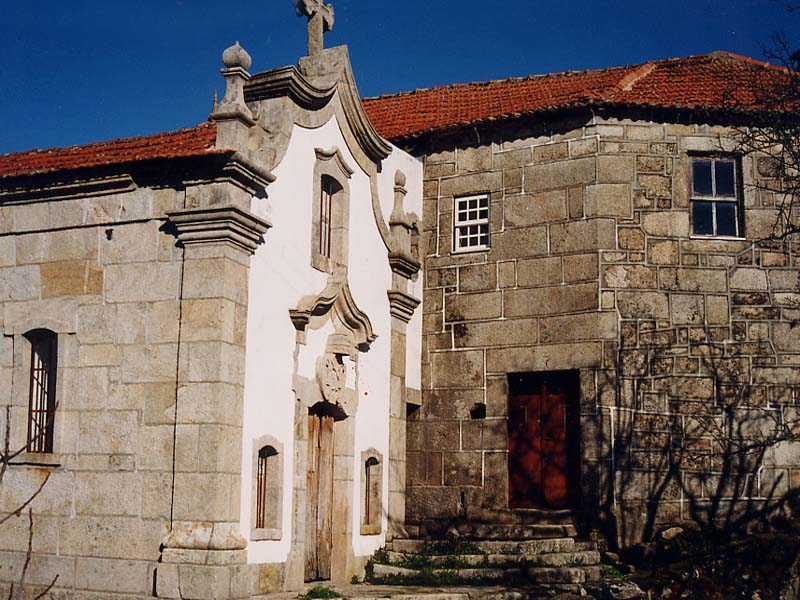
Capella de la Casa de les Torres

- Casa de les Torres i la seua capella
- Casa noble de Pêro Negro amb capella
- Cova de Poço do Urso